# Felicjana
Felicjana, Felicjanna – żeński odpowiednik imienia Felicjan. Imieniny obchodzi 24 listopada, jako wspomnienie bł. Felicjany (Felicjanny) de Uribe Orbe, karmelitańskiej siostry miłosierdzia.

## Osoby noszące imię Felicjanna
- Felicjanna Lesińska (1923-2012)  – działaczka Zjednoczonego Stronnictwa Ludowego